# 托奇萊克鎮區 (密歇根州霍頓縣)
托奇萊克鎮區（英語：Torch Lake Township）是位於美國密歇根州霍頓縣的一個行政鎮區。

## 地方資料
托奇萊克鎮區的面積為240.90平方千米，當中陸地面積為207.60平方千米，而水域面積為33.30平方千米。根據2020年美國人口普查的數據，當地共有人口1893人，而人口密度為每平方千米7.86人。